# あいの里
あいの里（あいのさと）は札幌市北区の地名。あいの里1条からあいの里5条までで構成される。
本項では隣接する南あいの里（みなみあいのさと）についても併せて述べる。

## 概要
1980年代より計画的な整備が進められたニュータウンであり、現在は南あいの里の開発が続けられている。
2019年7月現在の人口はあいの里が20,260人、南あいの里が3,968人。（2019年7月現在の住民基本台帳人口による）
郵便番号は、あいの里1条から5条がそれぞれ002-8071から002-8075、南あいの里が002-8091。

## 地理
札幌市の北東部に位置する。西側で拓北に隣接し、その他周辺は篠路町拓北に囲まれた形となっている。東部で僅かに篠路町福移に接している。

### 河川
- 茨戸川
- 拓北川

### 湖沼
- トンネウス沼

## 歴史

### 地名の由来
明治の開拓期に付近一帯で藍の栽培が盛んであったことと「人びとに愛される街」になることの願いから、ニュータウンの愛称としてあいの里と名付けられ、それが正式な町名となった。

### 沿革
1882年（明治15年）、徳島県から滝本五郎・阿部興人兄弟が篠路村の一部であった当地に入植。篠路興産社を設立し、大豆、小豆、大根、ソバ、トウモロコシの他、藍の栽培を始める。当時徳島県は藍の一大産地であり、その商品価値に着目していたためである。1886年（明治19年）からは本格的な製造所を建て藍の加工を始める。北海道庁からの補助金も受けその規模を拡大し、明治中期には現在のあいの里から拓北にかけての一帯が興産社の農場となっていた。また、製造所で受け入れる藍の作付けも篠路から丘珠、札幌、白石村、そして余市、仁木にまで広がった。1890年（明治23年）には内国勧業博覧会で興産社の藍玉が一等有功賞となりその品質も高く評価されていた。しかしながら、1899年（明治32年）の滝本の死後は、輸入される化学染料の進出に押され藍栽培は衰退した。後に興産社は、月寒村の開拓者だった吉田善助（吉田善太郎の子）の所有地となり、1924年（大正13年）には「土功組合」を設立。旧石狩川（現・茨戸川）から水路を設け、揚水場（ポンプ場）を併設して稲作を進めた。一帯は米の一大生産地となったが、1975年（昭和50年）に、大型団地計画の決定により水田は姿を消した。 
1980年から、住宅・都市整備公団（現：都市再生機構）、北海道住宅供給公社などが主体のニュータウンである札幌ニュータウンあいの里として開発された。総面積は約378.2ヘクタール、計画人口は約32,000人である。
2002年（平成14年）からは、JR札沼線の南側で、総面積49ヘクタール、計画人口4,090人のニュータウン開発が始まり、南あいの里と名付けられた。こちらも2006年（平成18年）に「南あいの里」が正式な町名となった。

## 住所
| 町丁                     | 郵便番号 |
| ------------------------ | -------- |
| あいの里1条3丁目～7丁目  | 002-8071 |
| あいの里2条1丁目～8丁目  | 002-8072 |
| あいの里3条1丁目～10丁目 | 002-8073 |
| あいの里4条1丁目～10丁目 | 002-8074 |
| あいの里5条3丁目～4丁目  | 002-8075 |
| 南あいの里3丁目～7丁目   | 002-8091 |

## 交通

### 鉄道
- 北海道旅客鉄道（JR北海道）札沼線
  - あいの里教育大駅 - あいの里公園駅

### 道路
- 国道337号：地区の北端を通過する。
- 北海道道128号札幌北広島環状線：地区の中心を東西に抜ける。
- 北海道道112号札幌当別線：地区の東部を南北に抜ける。

### バス
- 北海道中央バスが麻生駅（麻生バスターミナル）、栄町駅等へ運行[9]。バス事業者の乗員不足等があり、札幌ターミナルなど札幌都心への直通便は2023年（令和5年）12月1日付で廃止されている[10]。

- 当別ふれあいバスが当別駅方面等へ運行[11]。

## 教育施設
- 札幌市立あいの里東小学校（あいの里3-7）
- 札幌市立あいの里西小学校（あいの里2-3）
- 札幌市立鴻城小学校（あいの里3-6）
- 札幌市立拓北小学校（あいの里2-1）
- 北海道教育大学附属札幌小学校（あいの里5-3）
- 札幌市立あいの里東中学校（あいの里2-7）
- 北海道教育大学附属札幌中学校（あいの里5-3）
- 北海道札幌あいの里高等支援学校（旧北海道札幌拓北高等学校(2015年3月閉校)）（あいの里4-7）
- 北海道拓北養護学校（南あいの里3）
- 北海道教育大学（あいの里5-3）
- 北海道医療大学あいの里キャンパス（あいの里2-5）

### 学園都市
『北海道教育大学』と付属の小・中学校をはじめとして『北海道医療大学』あいの里キャンパス及び『北海道医療大学病院』等の教育・医療施設が揃っていることから『学園都市』とも呼ばれる。
地区内を通る札沼線には、北東に進んだ当別町に『北海道医療大学』当別キャンパスがあることもあって『学園都市線』の愛称が付けられている。

## 公共施設
- 札幌あいの里郵便局（あいの里1-4）、札幌あいの里三条郵便局（あいの里3-3）
- あいの里公園、あいの里東公園、あいの里北公園、あいの里西公園、南あいの里公園
- あいの里協働保育園（南あいの里5）

## 企業
- ロイズコンフェクト（あいの里4-9）

## 類似する地名
徳島県板野郡藍住町
旧藍園村。地名はあいの里と同様に、かつて藍の栽培が盛んであったことに由来する。